# Colin Hanks
Pour les articles homonymes, voir Hanks.
Colin Hanks, né Colin Lewes Dillingham, le 24 novembre 1977 à Sacramento, en Californie, (États-Unis), est un acteur américain.
Il est surtout connu pour avoir joué dans : Roswell (1999-2001), Frères d'armes (2001), Orange County (2002), Bailey et Stark (2010), Dexter (2011) et Fargo (2014).

## Biographie

### Enfance
Né à Sacramento, en Californie, Colin est le fils aîné de l'acteur et producteur, Tom Hanks et de sa première femme, Samantha Lewes (née Dillingham), également actrice et productrice. Celle-ci est décédée d'un cancer des os le 12 mars 2002. Colin a pris le nom de famille de son père peu après le mariage de ses parents en 1978.[réf. nécessaire] Il a une sœur, Elizabeth Ann Hanks (née en 1982). Ses parents ont divorcé en 1987, lorsqu'il avait 10 ans ; son père s'est remarié à l'actrice, Rita Wilson, en 1988. Colin a deux jeunes demi-frères cadets issus de cette seconde union, Chester Marlon Hanks (né en 1990) et Truman Theodore Hanks (né en 1995). Colin a étudié à la Sacramento Country Day School, ainsi qu'à l'université Chapman, avant d'obtenir son diplôme d'études secondaires à l'université Loyola Marymount.

### Carrière
Colin a lancé sa carrière en 1999, à l'âge de 22 ans, avec le rôle d'Alex Whitman dans la série télévisée, Roswell, durant deux saisons (il est brièvement apparu dans la troisième saison). L'année suivante, il a tourné dans son premier film, la comédie Dangereuse Séduction. Il a également joué dans Newport Beach et Frères d'armes. En 2002, il a joué dans la comédie Orange County et, en 2005, il a joué dans King Kong. L'année suivante, il a joué dans la comédie romantique, Super blonde. Après avoir joué dans d'autres films, il tient le rôle de Travis Marshall dans Dexter, en 2011. En 2014, il a tenu le rôle de Gus Grimly dans la série Fargo.

### Vie privée
Colin est le fils de Tom Hanks.
En 1997, Colin a rencontré l'actrice Busy Philipps à l'université Loyola Marymount qu'il a fréquentée pendant plus de quatre ans, jusqu'à leur rupture en 2002.
Depuis 2005, Colin est en couple avec Samantha Bryant. Après s'être fiancés en juin 2009, ils se sont mariés le 8 mai 2010 à Los Angeles. Ensemble, ils ont eu deux filles ; Olivia Jane Hanks (née le 1er février 2011) et Charlotte Bryant Hanks (née le 2 juillet 2013).

## Filmographie

### Cinéma
- 1996 : That Thing You Do! de Tom Hanks
- 2000 : Dangereuse Séduction (Whatever It Takes) de David Raynr
- 2001 : Get Over It de Tommy O'Haver
- 2002 : Orange County de Jake Kasdan
- 2003 : 11:14 de Greg Marcks
- 2005 : Rx d'Ariel Vromen
- 2005 : Standing Still de Matthew Cole Weiss
- 2005 : King Kong de Peter Jackson
- 2006 : Alone with Her (en) d'Eric Nicholas
- 2006 : Tenacious D et le mediator du destin (Tenacious D in 'The Pick of Destiny') de Liam Lynch
- 2007 : Careless de Peter Spears
- 2008 : Intraçable
- 2008 : Enquête rapprochée (My Mom's New Boyfriend) de George Gallo
- 2008 : Super blonde de Fred Wolf
- 2008 : W. : L'Improbable Président, d'Oliver Stone : David Frum
- 2009 : The Great Buck Howard de Sean McGinly (en)
- 2013 : Parkland de Peter Landesman
- 2016 : Elvis and Nixon de Liza Johnson
- 2017 : Jumanji : Bienvenue dans la jungle de Jake Kasdan
- 2019 : Jumanji: Next Level de Jake Kasdan
- 2025 : Nobody 2 de Timo Tjahjanto : Abel
- 2025 : Nuremberg de James Vanderbilt

### Télévision
- 2001 : Frères d'armes (Band of Brothers) (feuilleton TV) : Lieutenant Henry Jones
- 1999-2002 : Roswell : Alex Whitman
- 2004 : Newport Beach (The O.C.) de Josh Schwartz : Soirée à Hollywood (The L.A.), Grady Bridges, la star de la série télévisée "The Valley"
- 2005 : Numb3rs de Jefery Levy et Tim Matheson : Marshall Penfield
- 2005 : Convergence de Dennis Smith
- 2008 : Vendetta de Steve Boyum
- 2008 : Mad Men : Père John Gill
- 2010 : Bailey et Stark (The Good Guys) de Matt Nix (en)
- 2011 : Dexter : Travis Marshall (saison 6)
- 2013 : NCIS : Richard Parsons (saison 10 épisode 23 et 24, saison 11 épisode 1)
- 2014 : Fargo : Gus Grimly (saison 1, 10 épisodes) / 2015 : (saison 2 apparition, épisode 10)
- 2014 : Mom : Andy (saison 2, 1 épisode)
- 2015-2019 : Life in Pieces : Greg Short
- 2017 : Eagles of Death Metal : Nos Amis (réalisateur)
- 2022 : The Offer (mini-série) : Barry Lapidus
- 2022 : A Friend of the Family : Bob Broberg

## Distinctions

### Récompenses
- Young Hollywood Awards 2002 : Lauréat du Prix de l'acteur à voir.
- 2005 : Spike Video Game Awards de la meilleure distribution dans un jeu vidéo pour Peter Jackson's King Kong (2005) partagé avec Jamie Bell, Thomas Kretschmann, Evan Parke et Andy Serkis.

## Voix francophones
En France, Emmanuel Garijo est la voix la plus régulière de Colin Hanks. Ces dernières années, Olivier Chauvel l'a également doublé à cinq reprises.
En France
| - Emmanuel Garijo dans : - Get Over It - Roswell (série télévisée) - Orange County - King Kong - Intraçable - Super blonde - Parkland - NCIS : Enquêtes spéciales (série télévisée) - Elvis and Nixon - La Nuit d'Orion (voix) - Unis même après la mort (en) - Olivier Chauvel dans : - Burning Love (en) (série télévisée) - Fargo (série télévisée) - American Crime Story (série télévisée) - A Friend of the Family (mini-série) - Nobody 2 - Jim Redler dans (les séries télévisées) : - Life in Pieces - The Offer (mini-série) | - Gauthier Battoue dans : - Jumanji : Bienvenue dans la jungle - Jumanji: Next Level Et aussi - Jérôme Berthoud dans Dangereuse Séduction - Olivier Cordina dans Frères d'armes (mini-série) - Stanislas Forlani dans 11:14 - Denis Laustriat dans W. : L'Improbable Président - Fabien Jacquelin dans Mad Men (série télévisée) - Tony Marot dans Bailey et Stark (série télévisée) - Jérôme Ragon dans Dexter (série télévisée) - Eilias Changuel dans Vive les vacances |

## Sources
- (en) Cet article est partiellement ou en totalité issu de l’article de Wikipédia en anglais intitulé « Colin Hanks » (voir la liste des auteurs).